# 1917 en musique
| \| • Retour à la chronologie générale de la musique populaire • \| |
| XXIe siècle • XXe siècle • XIXe siècle • XVIIIe siècle XVIIe siècle • XVIe siècle • XVe siècle • XIVe siècle XIIIe siècle • XIIe siècle • XIe siècle • Xe siècle IXe siècle • VIIIe siècle • Haut Moyen Âge • Rome • Grèce |
| • Retour à la chronologie générale de la musique populaire • |

| • Retour à la chronologie générale de la musique populaire • |

| Années de la musique populaire : 1914 - 1915 - 1916 - 1917 - 1918 - 1919 - 1920    |
| Décennies de la musique populaire : 1880 - 1890 - 1900 - 1910 - 1920 - 1930 - 1940 |

Cet article présente les faits marquants de l'année 1917 en musique.

## Évènements et œuvres
- 20 janvier : publication à Rio de Janeiro de la première chanson de samba, Pelo Telefone.
- 22 février : enregistrement du premier vrai disque de jazz par l’Original Dixieland Jazz Band de James « Nick » La Rocca, le Dixie Jazz Band One Step, mis en vente à New York.
- 29 mars : John McCormack enregistre The Star-Spangled Banner[1].
- 7 avril : George M. Cohan écrit Over There, chanson enregistrée en juin par Billy Murray avec l'American Quartet[2], et par Nora Bayes en juillet[3].
- 12 juin : Ziegfeld’s Follies of 1917, spectacle avec W. C. Fields et Fanny Brice.
- Juin : Henri Alibert fait ses débuts à Marseille dans la Grande Revue de la Plage.
- 17 août : 
  - Mistinguett et Maurice Chevalier, vedettes de la revue du théâtre Marigny.
  - Inauguration du nouveau Casino de Paris avec, pour la première fois en France, un concert de jazz, le Rag Time Band.
- Septembre : 
  - W. C. Handy, qui vient de quitter Memphis pour s'installer à New York, enregistre huit titres pour Columbia avec le Handy's Orchestra, dont Ole Miss Rag de Scott Joplin[4].
  - Marcelly enregistre Quand Madelon....
- Novembre : Publication de l'influent volume original de English Folk Songs from the Southern Appalachians, de Cecil Sharp et Olive Dame Campbell[5].
- 28 novembre : Over the Top, comédie musicale avec Fred et Adele Astaire à New York.
- Edward Elgar compose un cycle de chants d'après Les Franges de la Flotte, un recueil de poèmes de Rudyard Kipling.
- Andrzej Brzuchal-Sikorski compose Nous sommes la première brigade, chant militaire polonais.
- Zequinha de Abreu écrit le choro brésilien Tico-Tico no Fubá.
- Création du label Paramount Records[6].

## Naissances
- 9 février : Arbee Stidham, guitariste, saxophoniste alto, harmoniciste et chanteur de blues de rhythm and blues américain († avril 1988).
- 23 mars : Stick McGhee, chanteur de rhythm and blues américain († 15 août 1961).
- 26 mars : Rufus Thomas, chanteur américain de soul music († 15 décembre 2001).
- 15 avril : Gert Wilden, compositeur de musique de film allemand († 10 septembre 2015).
- 25 avril : Ella Fitzgerald, chanteuse de jazz américaine († 15 juin 1996).
- 30 avril : Frankie Lee Sims, guitariste et chanteur de blues américain († 10 mai 1970).
- 7 juin : Dean Martin, acteur, chanteur italo-américain († 25 décembre 1995).
- 8 juin : Jacques Labrecque, chanteur folklorique québécois († 18 mars 1995).
- 30 juin : Lena Horne, chanteuse de jazz américaine († 9 mai 2010).
- 4 juillet : Georgette Plana, chanteuse et actrice française († 10 mars 2013).
- 18 juillet : Henri Salvador, chanteur et parolier français († 13 février 2008).
- 21 juillet : Floyd Jones, chanteur, guitariste et compositeur de blues américain († 19 décembre 1989).
- 24 juillet : 
  - Alberta Adams, chanteuse de blues américaine († 25 décembre 2014).
  - Henri Betti, compositeur et pianiste français († 7 juillet 2005).
- 27 juillet : Bourvil, acteur et chanteur français († 23 septembre 1970).
- 22 août : John Lee Hooker, guitariste et chanteur de blues américain († 21 juin 2001).
- 10 octobre : Thelonious Monk, pianiste et compositeur de jazz américain († 17 février 1982).
- 11 octobre : John Acea, pianiste de jazz américain († 25 juillet 1963).
- 21 octobre : Dizzy Gillespie, trompettiste de jazz américain († 6 janvier 1993).
- 29 octobre : Eddie Constantine, chanteur et acteur français († 25 février 1993).
- 7 novembre : Howard Rumsey, contrebassiste de jazz américain († 15 juillet 2015).
- 29 novembre : Merle Travis, guitariste américain de musique country († 20 octobre 1983).
- 18 décembre : Eddie Vinson, saxophoniste alto et chanteur de jazz, de blues et de R&B américain († 2 juillet 1988).
- 31 décembre : Suzy Delair, actrice et chanteuse française (101 ans).

## Principaux décès
- 1er avril : Scott Joplin, compositeur de jazz et de ragtime américain, à New York (° 24 novembre 1868).